# تهرانجلس
تهرانجلس (انگلیسی: Tehrangeles) یا پارس کوچک (انگلیسی: Little Persia) یک تکواژ چندوجهی است که از ترکیب «تهران» پایتخت ایران و «لس آنجلس» مشتق شده است. پیشینه ایرانیان لس آنجلس در وست‌وود، لس آنجلس به پس از انقلاب ۱۳۵۷ بر می‌گردد که باعث شد هزاران ایرانی به ایالات متحده مهاجرت کنند.

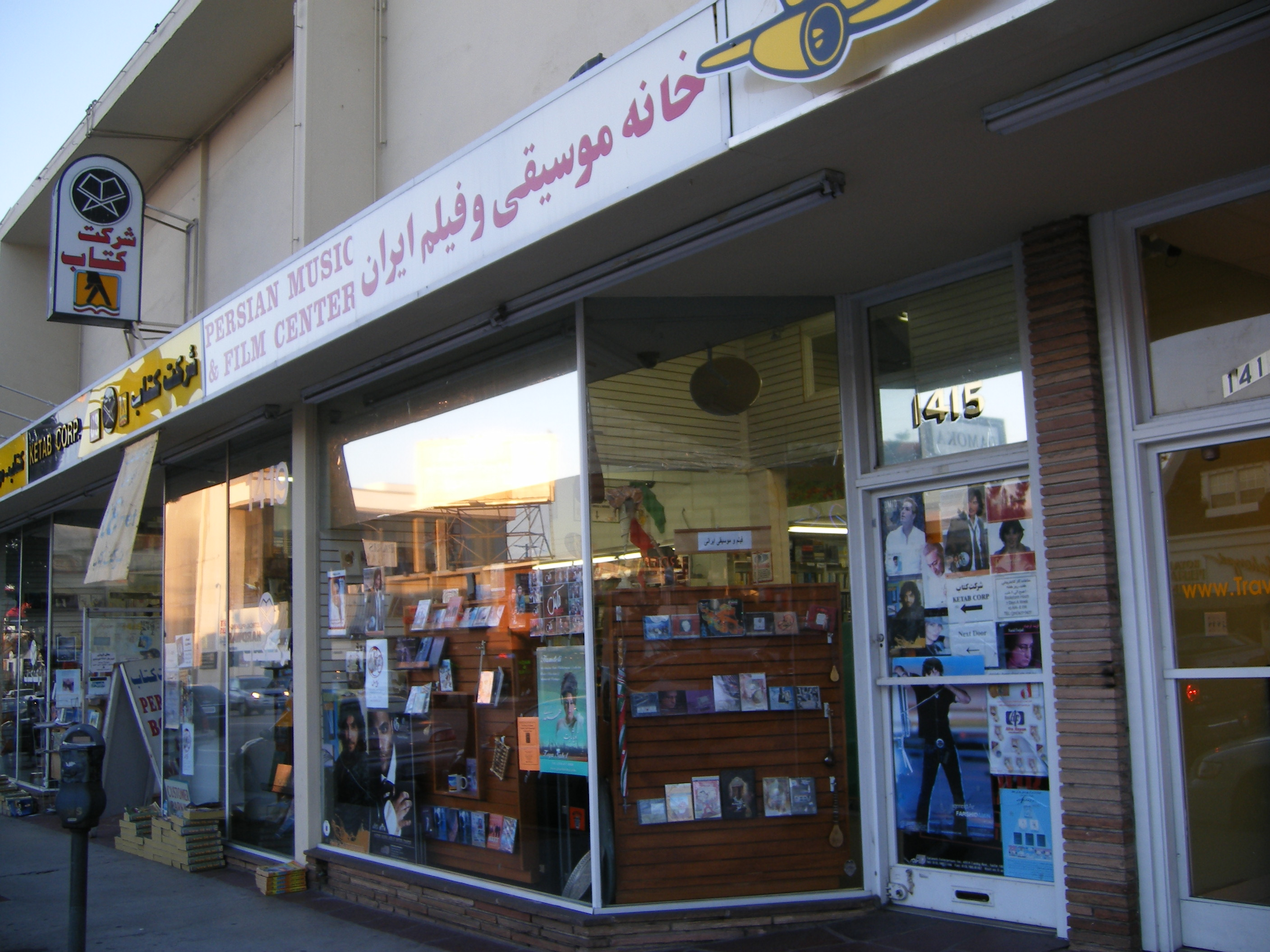
فروشگاه‌های ایرانی در امتداد بلوار وست وود در جنوب وست وود با نام «ایران کوچک» نیز شناخته می‌شود.

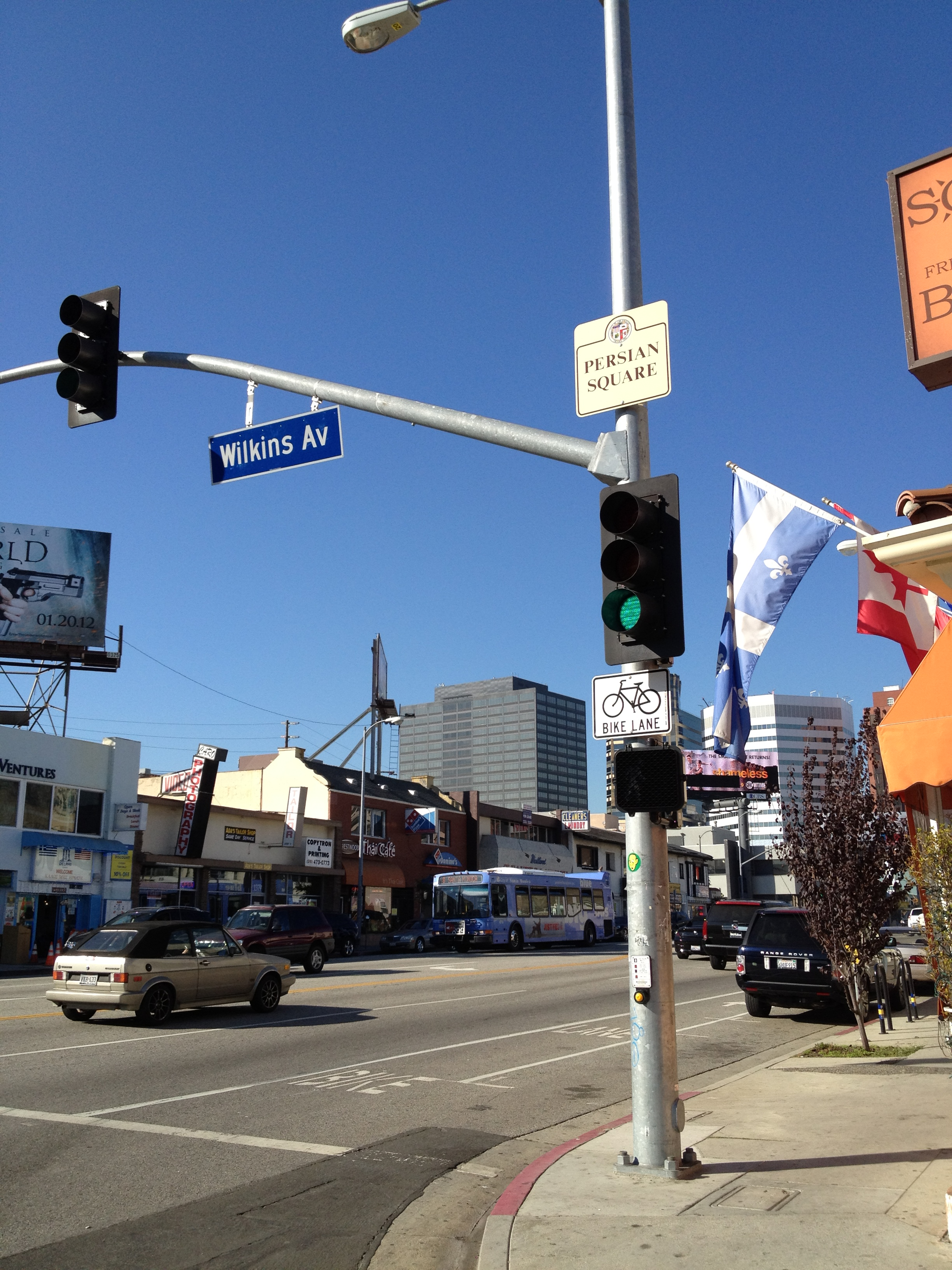
چهارراه ایرانی به تقاطع بلوار وست‌وود و خیابان ویلکینز در لس‌آنجلس گفته‌می‌شود. شهرداری لس‌آنجلس در سال ۲۰۰۹ به پاس خدمات ایرانیان به این شهر، این تقاطع را «چهارراه پارسی» نام‌گذاری کرد.

تقاطع بلوار وست‌وود و خیابان ویلکینز توسط شهرداری لس‌آنجلس به‌عنوان چهارراه پارسی شناخته می‌شود.
طبق گزارشِ رادیو ملی آمریکا (NPR)، تا ۲۰ درصد جمعیت کل بورلی هیلز را مقیمان ایرانی تشکیل می‌دهند. سایت گوگل در سال ۲۰۱۲ این منطقه را با نام تهرانجلس ثبت کرد. کد تلفن این منطقه ۳۱۰ است که با پیش‌شماره ۴ آن مختص این منطقه است. کد پستی این منطقه ۹۰۲۱۰ و ۹۰۲۱۱ است.

## پیشینه

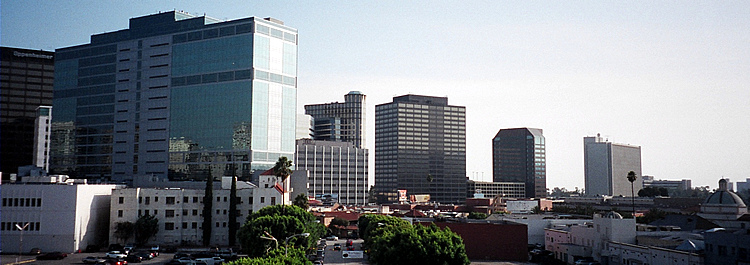
سراسرنمایی وست وود

این اصطلاح به کنایه در مورد خود لس آنجلس به دلیل حضور بسیار ایرانی‌ها نیز به کار می‌رود و به خصوص پس از وقوع انقلاب سال ۱۳۵۷و موج ورود مهاجرین ایرانی به این نواحی شایع شد. اوایل یک جمعیت کوچک ایرانی در وست‌وود، لس آنجلس محله وست‌ساید در دهه ۱۹۶۰ متمرکز بود. بعداً به علت حوادث انقلاب ۱۹۷۹ ایران، مهاجرت به این منطقه چندین برابر شد. همچنین داستان کوتاه طنزی نیز از سید ابراهیم نبوی در مجموعه داستانی به همین نام وجود دارد. بلوار وست‌وود به دلیل وجود مغازه‌ها و رستوران‌های ایرانی بسیار معروف شده است. ایرانیان مقیم خارج لس آنجلس وارد طیف گسترده‌ای از رسانه‌ها از جمله مجلات، روزنامه‌ها، رادیو و ایستگاه‌های تلویزیونی شد و در زمان زندگی در خارج از کشور به تولید فرهنگ مدرن جهانی ایرانی کمک زیادی کرد. گورستان معروفی به نام گورستان وست وود در این منطقه وجود دارد که محل دفن افراد مشهوری همچون مرلین مونرو، هایده، نادر نادرپور و مهستی می‌باشد.

## خواهرخواندگی دو شهر تهران و لس آنجلس

دعوتنامه مراسم خواهرخواندگی

لازم به یادآوری است که در سال ۱۳۵۰ خورشیدی و پیش از انقلاب سال ۵۷، دو شهر تهران و لس آنجلس شهرهای خواهر خوانده اعلام شده بودند.

## توزیع
با افزایش جمعیت، ایرانی‌ها و فرزندان آمریکایی‌تبارشان در محله‌هایی در سراسر لس‌آنجلس، از جمله تارزانا، وودلند هیلز، انسینو، و بورلی هیلز، و همچنین شهرهای ارواین، هانتینگتون بیچ و جاهای دیگر در اورنج کانتی ساکن شده‌اند. آنها همچنین خانه‌های خود را در سن دیگو و منطقه پالم اسپرینگز دره کواچلا ساخته‌اند.

## اقتصاد

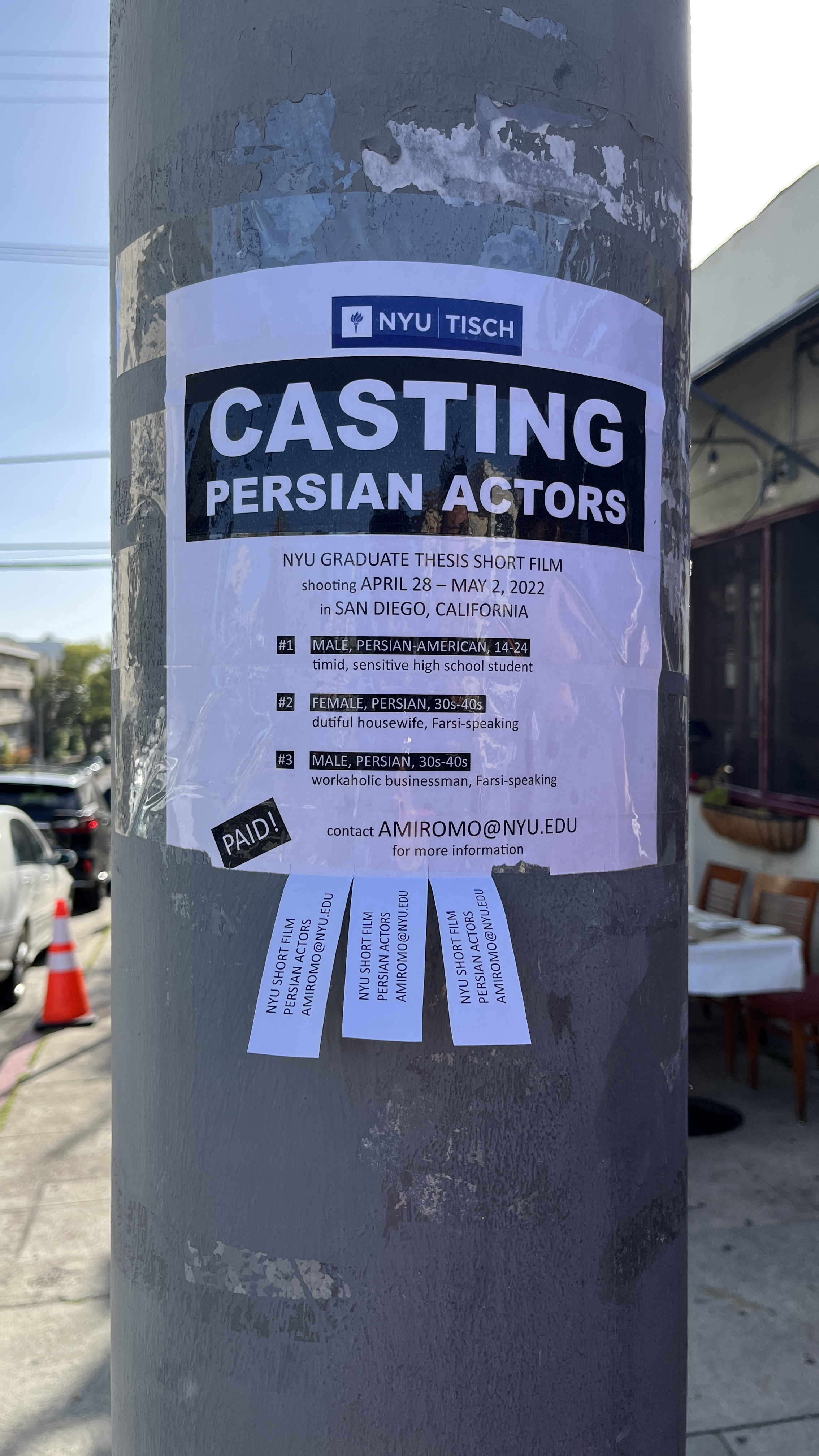
یک بروشور در وست وود، لس آنجلس، به دنبال بازیگران ایرانی برای یک فیلم

اقتصاد تهرانگلس ویژگی‌های مرکزی اقتصاد منطقه قومی را نشان می‌دهد و به دلیل ویژگی‌های فرهنگی (ایرانی) خود، طیف وسیع‌تری از فرصت‌های شغلی را نسبت به بازار عمومی فراهم می‌کند و به این ترتیب روشی امکان‌پذیر برای مهاجران ایرانی برای یافتن شغل و یکپارچگی اقتصادی فراهم می‌کند.
تهرانگلس محل زندگی جامعه قابل توجهی از کارآفرینان ایرانی مهاجر است که صاحب مشاغل خود هستند. تابلوهای تجاری معمولاً به زبان فارسی است که در مغازه‌ها نیز به آن صحبت می‌شود.  مشاغل ایرانی به ویژه در بلوار وست وود بین بلوار ویلشر در وست وود تا بلوار پیکو رایج هستند.